# ДПКр-2 «Обрій»
ДПКр2 — пасажирський дизель-поїзд розробки КВБЗ. Потяг представлений 16 квітня 2014 року.

## Характеристика
Створення дизель-поїзда розпочалося внаслідок перемоги в тендері, який оголосив Казахстан.
На вимогу замовника вперше в історії СНД КВБЗ створив транспорт, який працюватиме при температурі зовнішнього повітря від +50 до −50 градусів.
Маска головного вагону містить «краш-систему», яка у разі лобового зіткнення потягів приймає на себе основну силу удару, що не тільки дозволяє врятувати життя машиністу, а й не дає вагонам ставати дибки, налазити один на одного, як буває при катастрофах. Крім того, подовжена обтічна форма голови поїзда зменшує опір повітря при русі складу на великій швидкості.
У салонах приміського дизель-поїзда передбачені місця для людей на візках, є для них і спеціально обладнаний туалет.
Потяг оснащений підйомним пристроєм — металевим майданчиком-підйомником, для інвалідних візків, для доставки прямо в салон.
Потяг обладнаний герметичними міжвагонними переходами, а автоматичні системи клімат-контролю дозволяють підтримувати всередині поїзда комфортні для людини умови незалежно від погоди зовні. Такі ж умови і в кабіні машиністів, яка виконана у відповідності з міжнародними вимогами до міжрегіональних поїздів.
Поїзд призначений для приміських перевезень. Крісла не мають функції відкидання спинки, не обладнані столиками й розташовані лицем до лиця.

## Українські перспективи
На базі дизель-поїзда можна з мінімальними змінами створити і електропоїзд. Технічна документація на цю розробку у заводу вже готова. Така універсальність вигідна, оскільки значно спрощує експлуатаційне обслуговування поїздів.
Для «Укрзалізниці» планували закупити 15 потягів в 2014–2015 рр. Для них температурний режим не настільки жорсткий: потяг повинен працювати в умовах від −40 до +40 градусів. В кожному вагоні має комфортно розміщатися більше 250 пасажирів — з урахуванням місць і для сидіння, і для стояння.
За результатами тендеру Крюківський вагонобудівний завод протягом 2018-19 року повинен виготовити шість дизельних поїздів ДПКр-3, які складатимуться з трьох вагонів – проміжного немоторного 63-7084А, головного моторного 63-7083А та головного моторного 63-7083А-01, обладнаного для перевезення пасажирів у інвалідних кріслах. Вартість одного поїзда – 176,97 млн гривень.
Доставити потяги мають у «Моторвагонне депо Тернопіль» регіональної філії «Львівська залізниця».

## Сучасний статус
Дизель-поїзд КВБЗ в першій половині 2014 року проходив цикл випробувань. Станом на вересень 2015 року перебуває в регулярній експлуатації на Львівській залізниці.

## Експлуатація
У свій перший комерційний рейс за маршрутом Львів — Чернівці поїзд вирушив зі Львова 5 жовтня 2015 року, курсує щоденно, окрім середи, із Чернівців — з 6 жовтня 2015 року щоденно, окрім четверга. Відстань між містами — 267 кілометрів, яку поїзд долає за 3 год. 30 хв., зупиняється на станціях Ходорів, Івано-Франківськ, Коломия.

## Вартість
За результатами конкурсних торгів Львівська залізниця закупила дизель поїзд серії ДПКр-2, виробництва ПАТ «Крюківський вагонобудівний завод». Вартість нового дизель-поїзда складала 109,8 мільйона гривень із ПДВ.

## Медіа
- Відео транспортування ДПКр2
- Промо відео пасажирських потягів КВБЗ [Архівовано 2 липня 2014 у Wayback Machine.]